# Smile (the pillowsのアルバム)
『Smile』（スマイル）はロックバンド、the pillowsの9枚目のアルバム。

## 概要
通称第三期に発表したアルバムの中では唯一シングル曲が含まれていないオリジナルアルバムである。オリジナルアルバムとしては約二年ぶりのリリースであった。
また、このアルバム収録曲では「この世の果てまで」のみプロモーション・ビデオが存在する。the pillowsのメンバーが曲を演奏するのみのシンプルな作品に仕上げられている。
このアルバムから山中はギターを10年以上使用してきたESP製テレキャスター・シンラインからフェンダーのサイクロンへと変えた。併せてアンプとエフェクターも変えた。 
「Monster C.C」はモハメド・アリについて歌ったものであり、「Calvero」の歌詞は、チャーリー・チャップリンの映画『ライムライト』を題材にしている。
隠しトラックの「SON OF A BEACH」はアルバムのレコーディング期にシンイチロウがウクレレにはまっていたことがきっかけで録音したもの。題名は山中がつけたもので、曲目記載はないが歌詞カード内に隠し要素の形で曲名が記されている。

## 収録曲
作詞・作曲：山中さわお（#1-8, #10-12）
作曲：山中さわお（#9, 隠しトラック）
1. Good morning good news
2. WAITING AT THE BUSSTOP
3. この世の果てまで
ベスト・アルバム「Once upon a time in the pillows」収録曲
トリビュート・アルバム「SYNCHRONIZED ROCKERS」収録曲
トリビュート・アルバム「ROCK AND SYMPATHY」収録曲
4. Monster C.C
5. Skim heaven
6. WINNING COME BACK!
7. Vain dog (in rain drop)
トリビュート・アルバム「SYNCHRONIZED ROCKERS」収録曲
8. FUN FUN FUN OK!
9. THUNDER WHALES PICNIC
10. 日々のうた
11. Smile
12. Calvero
後半部分には「SON OF A BEACH 」（隠しトラック）が収録されている